# تاكاكي هاتوري
تاكاكي هاتوري (باليابانية: 服部高顯؛ بالكانا: はっとり たかあき) هو قاضي ياباني، ولد في 1 أكتوبر 1912 في آيتشي في اليابان، وتوفي في 24 مارس 1993.